# Franz von Lucadou
Johann Paul Franz von Lucadou (* 27. April 1783 in Morges; † 3. August 1860 in Breslau) war ein preußischer Generalleutnant, Kommandeur der 11. Infanterie-Brigade sowie seit 1849 Herr auf Rohrau, Landkreis Ohlau.

## Leben

### Herkunft
Lucadou entstammt einer Schweizer Soldatenfamilie. Seine Eltern waren der sardische Major und Generaladjutant Peter Anton von Lucadou (* 27. Januar 1731; † 30. März 1812) und dessen Ehefrau Anna Elisabeth, geborene Johannot de Chagnian (* 11. Februar 1754; † 12. Februar 1818). Sein Onkel war der Kommandant von Kolberg Generalmajor Ludwig Moritz von Lucadou. Auch der preußische Generalleutnant Heinrich Menu von Minutoli war mit ihm verwandt.

### Militärkarriere
Lucadou besuchte ab 1793 das Kollegium in Morges. Auf Empfehlung seiner Verwandten in Preußen und deren Geld absolvierte er ab Januar 1796 das Kadettenhaus in Berlin und war während dieser Zeit auch vorübergehend Page der Prinzessin Friederike von Preußen. Ende März 1801 trat Lucadou als Fähnrich in das Infanterieregiment „von Braunschweig“ der Preußischen Armee in Magdeburg ein. Dort verkehrt er oft bei seinem Onkel. 1803 erhielt er einen längeren Urlaub zu seiner Familie in die Schweiz und wurde nach seiner Rückkehr im März 1804 zum Sekondeleutnant befördert.
Während des Vierten Koalitionskrieges kam Lucadou in das Grenadierbataillon „von Braun“, das sich aus Grenadierkompanien der Regimenter „von Braunschweig“ und „von Renouard“ formierte. Er kämpfte in der Schlacht bei Auerstedt und geriet mit der Kapitulation von Magdeburg in Gefangenschaft. Lucadou wurde als Franzose eingestuft und nach Halberstadt geführt. Er sollte dort in die französische Armee eingegliedert werden, entkam jedoch und gelangte nach Kolberg zu seinem Onkel. 1807 kam er dort als Adjutant zum Bataillon „von Waldenfels“ und kämpfte bei der Verteidigung der Stadt. Aufgrund seines tapferen Verhaltens empfahl ihn Gneisenau dem preußischen König Friedrich Wilhelm III. persönlich zur weiteren Verwendung.
Nach dem Krieg wurde Lucadou am 22. August 1807 Premierleutnant und ein Jahr später in das Leib-Infanterie-Regiment versetzt. Am 19. September 1809 bekam er sechs Monate Urlaub, der am 1. März 1810 um drei Monate verlängert wurde. Am 3. Juni 1811 wurde er Stabskapitän sowie 26. November 1812 Kapitän und Kompaniechef. Als solcher nahm er 1812 an der Seite Frankreichs während des Russlandfeldzuges an den Kämpfen bei Ruhenthal und Kosackenkrug teil. Für Plackan erhielt er eine Belobigung. Nach seiner Rückkehr bekam Lucadou von Yorck den Auftrag, sich mit drei Offizieren und 200 Mann nach Hamburg zum General von Tettenborn zu begeben. Dieser unterstellte Lucadou noch zwei Eskadronen Kosaken und zwei Geschütze. Mit diesen Truppen schützte er im April/Mai 1813 wirkungsvoll den Elbeübergang bei Zollenspieker und wurde mit dem Eisernen Kreuz II. Klasse ausgezeichnet. Außerdem übertrug man ihm die Aufstellung des 3. Hanseatischen (Lübeckschen) Bataillons. Während des Waffenstillstands wurde Lucadou am 22. Juni 1813 zum neuerrichteten 2. Garde-Regiment zu Fuß versetzt und übernahm hier eine Kompanie.
Lucadou kämpfte in der Völkerschlacht bei Leipzig und wurde am 29. Dezember 1813 zum Major befördert. Für sein Wirken in der Schlacht bei Paris erhielt er am 2. Juni 1814 das Eiserne Kreuz I. Klasse. Am 29. Mai 1814 ernannte man ihn zum Kommandeur des I. Bataillons. Im September 1814 bekam er drei Monate Urlaub, um in die Schweiz zu gehen. Im Jahr 1815 wurde er vorübergehend in Paris zum Kommandeur des Garde-Schützen-Bataillons ernannt, da der bisherige Kommandeur von Meuron erkrankt war. Am 20. Februar 1816 wurde er dem 2. Garde-Regiment zu Fuß aggregiert und nach Sankt Petersburg zu Kaiser Alexander I. kommandiert. Am 5. April 1816 erhielt Lucadou zu seinem Gehalt eine Zulage von 2700 Talern und weitere 1000 Taler, um sich entsprechend in der russischen Hauptstadt einrichten zu können. Am 25. Juli 1817 wurde er unter Belassung in seiner Stellung zum Flügeladjutanten des Königs ernannt. Dazu bekam er am 7. Oktober 1817 eine weitere Zulage von 125 Talern. Am 13. Juli 1818 wurde Lucadou zum Oberstleutnant ohne Patent befördert und mit dem Orden des Heiligen Wladimir III. Klasse ausgezeichnet. Am 5. August 1819 bekam er das Patent zu seinem Dienstgrad mit Datum vom 30. März 1819. Am 23. Juni 1820 folgte seine Abberufung aus Russland und Lucadou erhielt im 3. November 1820 noch einmal 1500 Taler, um seine Auslagen in Sankt Petersburg zu decken. Er versah jetzt seinen Dienst als Flügeladjutant des Königs und begleitete ihn 1822 auf den Kongress nach Verona.
Am 18. Juni 1825 wurde Lucadou mit Patent vom 30. Juni 1825 zum Oberst befördert und mit dem Dienstkreuz ausgezeichnet. Um wieder mit dem Truppendienst vertraut zu werden, wurde Lucadou Mitte Januar 1826 zur Dienstleistung beim 2. Garde-Regiment zu Fuß kommandiert. Daraufhin wurde er am 30. März 1826 zum Kommandeur des 25. Infanterie-Regiments in Koblenz ernannt. Am 15. Januar 1827 bekam er den Johanniterorden. Am 30. März 1833 wurde er als Kommandeur der 11. Infanterie-Brigade nach Breslau versetzt und in dieser Stellung am 30. März 1835 mit Patent vom 3. April 1835 zum Generalmajor befördert. Ende September erhielt Lucadou den russischen Sankt-Stanislaus-Orden I. Klasse. Am 18. Januar 1838 wurde ihm der Rote Adlerorden II. Klasse mit Eichenlaub verliehen. Aufgrund seines gesundheitlichen Zustandes nahm Lucadou im 8. Juli 1839 einen dreimonatigen Urlaub in Karlsbad und Berlin. Mit der gesetzlichen Pension und unter Verleihung des Charakters als Generalleutnant wurde Lucadou am 24. März 1841 in den Ruhestand versetzt.
Anlässlich der 50-jährigen Wiederkehr der Verteidigung von Kolberg ernannte die Stadt Lucadou am 2. Juli 1857 zu ihrem Ehrenbürger. Er starb am 3. August 1860 in Breslau und wurde am 5. August 1860 auf dem Garnisonsfriedhof beigesetzt.
In seiner Beurteilung aus dem Jahr 1829 schreibt der Kommandierende General von Borstell: „Moralisch eifrig und pünktlich im Dienst. Sehr zuverlässig und von bestem Willen, steht der Regiments-Oeconomie mit großer Sorgfalt vor. Wissenschaftliche und militärische Kenntnisse. Beim Exerzieren noch unsicher, beim Manövrieren und im Innern der Geschäftsleitung umsichtig. Bei den Übungen des Vorpostendienstes besonders klar und instruktiv. Empfehlenswert.“

### Familie
Er heiratete am 26. Oktober 1820 in Paris Elisabeth Marie Luise Johannol d'Echendens (* 1798; † 16. März 1869). Das Paar hatte mehrere Kinder:
- Alexander Friedrich Wilhelm (* 30. Juli 1821; † 2. August 1822)
- Gustav Johann Paul Emil (* 8. Mai 1824; † 12. März 1902), Leutnant a. D., Herr auf Rohrau, Ritter des Johanniterordens[5] ⚭ Caecilie von Woyrsch (* 14. November 1845; † 12. Januar 1929)[6]
- Paul Armand (1826–1911), preußischer Generalleutnant ⚭ Hildegard Franziska Marie Friederike Pauly (* 28. Dezember 1840; † 2. April 1918)
- Julie Elise (* 25. August 1827; † 24. Dezember 1849)
- Friedrich Wilhelm August (* 29. September 1832), Oberst
- Anton Paul Wilhelm Theodor (* 19. Juli 1834), Oberst

Ein Splitterbestand des Nachlasses Franz von Lucadous befindet sich heute im Gerlach-Archiv an der Universität Erlangen-Nürnberg.